# 弘前市立石川中学校
弘前市立石川中学校（ひろさきしりつ いしかわちゅうがっこう）は、青森県弘前市石川字庄司川添にある公立中学校。

## 沿革
- 1947年（昭和22年）4月22日 - 石川小学校校舎に石川町立石川中学校を併置し、開校[1]。同日、開校式挙行。
- 1949年（昭和24年）10月30日 - 石川町大字石川字庄司川添17-1828-1に校舎新築落成し、移転[1]。
- 1952年（昭和27年）3月 - 校歌制定、校旗樹立。
- 1953年（昭和28年）9月30日 - 校地拡張、体育館（講堂）新築。
- 1957年（昭和32年）9月1日 - 石川町が弘前市に合併された為、弘前市立石川中学校と改称。
- 1958年（昭和33年）
  - 2月14日 - 石川の分市派、当校に通う生徒55名を大鰐町立大鰐中学校へ集団当校させる[2]。
  - 9月 - 普通教室6教室ほか増築。
- 1964年（昭和39年）4月 - 八幡館・森山・鯖石の各地区の一部が、分市された為、一部生徒が大鰐中学校へ転籍。
- 1965年（昭和40年）
  - 7月 - 水道新設。
  - 8月 - 小・中学校併用の水泳プール完成。
  - 10月19日 - 調理室から出火し、普通教室10教室・理科室・図書室等を焼失。
- 1966年（昭和41年）
  - 2月 - 鉄筋校舎新築（災害復旧）。
  - 8月25日 - 災害復旧工事による鉄筋校舎竣工。
- 1969年（昭和44年）9月 - PTA労力奉仕により、玄関前に庭園完成。
- 1973年（昭和48年）7月 - 校庭拡張完成。
- 1975年（昭和50年）
  - 8月 - 老朽校舎解体。
  - 9月 - 特別教室新築工事開始。
- 2011年（平成23年） - 耐震補強実施[3]。
- 2012年（平成24年）3月 - 耐震補強工事完了[4]。
- 2022年（令和4年）11月 - 本校と石川小学校との小中一貫の校舎と、地区の公民館などの公共施設を集約した複合施設の建設が始まる[5]。
- 2024年（令和6年）
  - 初夏 - 本校を含む複合施設が完成[5]。
  - 7月11日 - 現校舎のお別れ会を開催[6][7]。
  - 8月6日 - 新校舎に移転[6]。
  - 8月26日 - 新校舎での授業開始[7]。

## 学区
石川、小金崎、八幡館、大沢、乳井、薬師堂、小金崎1丁目

## アクセス
- 北星交通乗合タクシー石川地区線で、「石川学校前」停留所下車後、徒歩約230m・約4分。
  - 北星交通乗合タクシーは予約制。詳しくは、こちらのサイトを参照。
- 弘南鉄道大鰐線石川駅から、
  - 徒歩約825m・約13分。
  - 上述の乗合タクシー石川地区線で、「石川学校前」停留所まで2分、下車後徒歩。
- JR東日本奥羽本線石川駅から、上述の乗合タクシー石川地区線で、「石川学校前」停留所まで7分、下車後徒歩。

## 周辺
- 弘前市立石川小学校 - 進学前小学校で、同一建物内。
- 弘前市石川児童館 - 同一建物内。
- 弘前市役所石川出張所 - 同一建物内。
- 弘前市石川公民館 - 同一建物内。

## 参考資料
- 『青森県教育史 別巻』（青森県教育委員会・1973年12月20日発行）「学校沿革 （二）中学校」877頁「石川中学校」
- 『弘前市教育史 別巻（年表 学校沿革 索引）』（弘前市教育委員会・1979年3月12日発行）189頁「石川中学校 変遷」